# Центральная Сербия

Территория Центральной Сербии выделена цветом

Центральная Сербия (серб. Централна Србија / Centralna Srbija) — название части Республики Сербии, расположенной за пределами территории автономных краёв Воеводина и Косово и Метохия. Центральная Сербия не представляет собой отдельную административно-территориальную единицу и не имеет определения ни в одном законе или подобном документе. Понятие «Центральная Сербия» введено исключительно для отличия части Сербии, расположенной за пределами автономных краёв. В Центральной Сербии расположено 17 округов и столица страны — Белград, территория которого вместе с пригородами также выделена в отдельный округ.

## Географическое положение
Название этой части Сербии определено его географическим положением — в центре страны. К северу от Центральной Сербии расположена Воеводина, а к югу — Косово и Метохия. На западе Центральная Сербия имеет выход к государственной границе с Черногорией и Боснией и Герцеговиной, и на востоке с Румынией, Болгарией и Македонией.

## Население
По переписи 2011 года, население Центральной Сербии 5 255 053 человек, в ней живут (2011):
- сербы — 4 698 545 чел. (89,41 %);
- бошняки — 144 498 чел. (2,75 %);
- цыгане — 105 213 чел. (2,00 %);
- влахи — 35 160 чел. (0,67 %);
- муслимане — 18 941 чел. (0,36 %);
- болгары — 17 054 чел. (0,32 %);
- черногорцы — 16 386 чел. (0,31 %);
- македонцы — 12 363 чел. (0,24 %);
- югословены — 11 127 чел. (0,21 %);
- хорваты — 10 867 чел. (0,21 %);
- горанцы — 6588 чел. (0,13 %);
- румыны — 3922 чел. (0,07 %);
- албанцы — 3558 чел. (0,07 %);
- венгры — 2763 чел. (0,05 %);
- словаки — 2429 чел. (0,05 %);
- словенцы — 2218 чел. (0,04 %);
- русские — 2074 чел. (0,04 %) и другие.

Сразу после определения границ Центральной Сербии её национальный состав был почти таким же моноэтничным, как и в 2011 году. По переписи 1948 года в Центральной Сербии проживали 4154,0 тыс. человек, в том числе 3810,6 тыс. сербов, 33,3 тыс. албанцев, 30,3 тыс. хорватов, 16,2 тыс. черногорцев, 13,5 тыс. словенцев, 8,3 тыс. македонцев, 6,6 тыс. мусульман, 4,7 тыс. венгров.